# Медовчик темноголовий
Медо́вчик темноголовий (Pycnopygius stictocephalus) — вид горобцеподібних птахів родини медолюбових (Meliphagidae). Мешкає на Новій Гвінеї.

## Поширення і екологія
Темноголові медовчики мешкають на Новій Гвінеї та на островах Ару. Вони живуть в тропічних лісах, чагарникових заростях і садах.